# Tour d'Italie 1923
La 11e édition du Tour d'Italie s'est élancée de Milan le 23 mai 1923 et est arrivée à Milan le 10 juin. Long de 3 200 km, ce Giro a été remporté par l'Italien Costante Girardengo.

## Équipes participantes
- Atala
- Berettini
- Ganna
- Maino
- Legnano
- Lygie
- Indépendant

## Classement général
| Classement général final |                   |
| --- | ----------------- |
| \| 1. Costante Girardengo \| 122 h 28 min 17 s \| \| 2. Giovanni Brunero \| à 37 s \| \| 3. Bartolomeo Aymo \| à 10 min 25 s \| \| 4. Federico Gay \| à 41 min 25 s \| \| 5. Ottavio Bottecchia \| à 45 min 49 s \| \| 6. Giuseppe Enrici \| à 49 min 30 s \| \| 7. Michele Gordini \| à 52 min 15 s \| \| 8. Emilio Petiva \| à 55 min 17 s \| \| 9. Giovanni Trentarossi \| à 1 h 00 min 29 s \| \| 10. Angelo Gremo \| à 1 h 12 min 06 s \| \| 97 partants \| \| |                   |
| 1. Costante Girardengo | 122 h 28 min 17 s |
| 2. Giovanni Brunero | à 37 s            |
| 3. Bartolomeo Aymo | à 10 min 25 s     |
| 4. Federico Gay | à 41 min 25 s     |
| 5. Ottavio Bottecchia | à 45 min 49 s     |
| 6. Giuseppe Enrici | à 49 min 30 s     |
| 7. Michele Gordini | à 52 min 15 s     |
| 8. Emilio Petiva | à 55 min 17 s     |
| 9. Giovanni Trentarossi | à 1 h 00 min 29 s |
| 10. Angelo Gremo | à 1 h 12 min 06 s |
| 97 partants |                   |

## Étapes
| Étape     | Date    | Villes étapes     | km  | Vainqueur d'étape   | Leader du classement général |
| 1re étape | 23 mai  | Milan – Turin     | 328 | Costante Girardengo | Costante Girardengo          |
| 2e étape  | 25 mai  | Turin – Gênes     | 312 | Bartolomeo Aymo     | Bartolomeo Aymo              |
| 3e étape  | 27 mai  | Gênes - Florence  | 265 | Costante Girardengo | Bartolomeo Aymo              |
| 4e étape  | 29 mai  | Florence - Rome   | 288 | Costante Girardengo | Bartolomeo Aymo              |
| 5e étape  | 31 mai  | Rome - Naples     | 281 | Costante Girardengo | Bartolomeo Aymo              |
| 6e étape  | 2 juin  | Naples - Chieti   | 283 | Costante Girardengo | Costante Girardengo          |
| 7e étape  | 4 juin  | Chieti - Bologne  | 383 | Costante Girardengo | Costante Girardengo          |
| 8e étape  | 6 juin  | Bologne - Trieste | 362 | Costante Girardengo | Costante Girardengo          |
| 9e étape  | 8 juin  | Trieste - Mantoue | 357 | Alfredo Sivocci     | Costante Girardengo          |
| 10e étape | 10 juin | Mantoue - Milan   | 341 | Costante Girardengo | Costante Girardengo          |

## Sources
- (nl) Cet article est partiellement ou en totalité issu de l’article de Wikipédia en néerlandais intitulé « Ronde van Italië 1923 » (voir la liste des auteurs).